# 科里·舒马赫
科里·舒马赫（Cori Schumacher，1977年4月23日—），美国女子长板职业冲浪選手，出生在美国加州一个热爱冲浪运动的家庭。她于2010年7月在法国夺得女子长板职业赛冠军。
由世界职业冲浪协会主办的ASP系列巡回赛斯沃琪杯2011年女子长板职业冲浪决赛将首次在中国海南万宁举行。然而，舒马赫决定抵制这一赛事。她在陈述抵制参赛的原因时说，中国是一个屡屡践踏人权的国家，特别是不久前美国国会就中国一胎化政策举行听证会，证实在中国政府的政策下发生各种侵犯妇女权益的行为，包括实行强制结扎和强制堕胎。
世界职业冲浪协会表示，他们希望看到女子长板冲浪世界冠军舒马赫在2011年的比赛中卫冕，但他们尊重舒马赫的个人决定。